# 정경호 (1980년)
정경호(鄭暻鎬, 1980년 5월 22일 ~ )는 대한민국의 전 축구 선수로서 포지션은 윙어였다. 현재 K리그1 강원 FC 감독이다.
강원도 삼척 출생으로 성덕초등학교, 주문진중학교, 강릉상업고등학교, 울산대학교를 거쳤다. 빠른 스피드를 이용하여 쉴 새 없이 상대 진영을 파고들어 제트기를 뜻하는 '쌕쌕이'라는 별명을 얻었다.

## 학력
- 성덕초등학교
- 주문진중학교
- 강릉상업고등학교 (1996년 입학 ~ 1999년 졸업)
- 울산대학교

## 클럽 경력
울산대학교를 졸업하고 2003년 울산 현대에 입단하여, 그 해 울산의 K리그 준우승에 공헌하였다. 2004년 하계 올림픽에 참가했고, 동년 말 상무에 입대했다. 2006년에 군 복무를 마치고 울산 현대에 복귀하였다. 2007년 임유환과 함께 염기훈을 상대로 트레이드되어 전북 현대 모터스로 이적하였고, 2008년 팀의 주장을 맡았다. 2009년 새롭게 창단된 자신의 고향인 강원도를 연고지로 하는 팀인 강원 FC에 이적하여 2년 동안 활약하고 새로운 출발을 위해 대전 시티즌으로 이적했다.
2013년 2월 14일 부상을 이유로 현역 은퇴를 선언하였다.

## 지도자 경력
2014년 초 유상철 감독의 부름을 받아 모교인 울산대학교의 코치로 임명됐다.
2016년에는 성남 FC의 2군 코치로 선임되었고, 2017년부터 상주 상무의 코치로 부임하였다.
2020 시즌을 앞두고 성남 FC의 수석코치로 부임했으며, 2022년에 김남일 감독이 사퇴하자 남은 시즌 동안 감독 대행을 맡았다.
2022 시즌 후 JTBC의 해설위원으로 영입, 광주와 서울과의 경기를 통해 해설위원 데뷔전을 성공적으로 치렀다.
2023년 6월 22일에 강원 FC의 수석코치로 부임했으며, 윤정환 감독이 경고 누적 및 퇴장으로 2023년과 2024년에 각각 1회씩 결장하여 간간히 감독 대행을 맡기도 했다. 그 중 2023년에 감독 대행으로 나선 경기는 수원 삼성 블루윙즈와 강등과 승강 플레이오프를 놓고 맞붙었던 멸망전이었다.
2024 시즌을 마감한 후 윤정환의 후임으로 강원 FC의 감독으로 승격했다.

## 국가대표팀 경력
2003년 9월 27일에 열린 오만과의 2004년 AFC 아시안컵 예선전에서 A매치 데뷔전을 치렀다.
2004년 AFC 아시안컵, 2004년 하계 올림픽, 2006년 FIFA 월드컵에 참가했다. 2004년 하계 올림픽은 와일드카드 출전이 유력했던 김남일의 부상 때문에 대체 선수로 참가했고, 2006년 FIFA 월드컵에는 유일하게 군인 신분으로 참가했으나, 본선 경기에는 기용되지 않았다.

## 플레이 스타일
특유의 폭발적인 돌파와 활발한 움직임으로 팀의 활력소 역할을 맡는다. 빠른 스피드와 움직이는 상태에서의 자연스러운 드리블, 공격 속도를 조절할 줄 아는 영리함에 예리하면서도 정확한 슈팅으로 대한민국 최고의 윙어중 한 명으로 올라서게 되었다.

## 그 외
2006년에는 한국프로축구연맹이 진행하는 '2006 K리그 유소년클럽캠프'에 참가하기도 하였다.
2006년 상무에서 제대하면서 전방 부대에 현역 시절 모은 월급 전액을 기탁하였다.
2007년 12월, 양현주와 결혼하여 2008년 9월 딸이 태어났다.
2023년 2월 9일에 이을용과 함께 강원 FC 홍보대사에 위촉되었다.

## 경력 통계

### 클럽 기록
2009년 5월 16일 기준
| 클럽     | 클럽             | 클럽     | 리그 | 리그 | 컵            | 컵            | 리그컵 | 리그컵 | 대륙   | 대륙   | 총계 | 총계 |
| 시즌     | 클럽             | 리그     | 출장 | 득점 | 출장          | 득점          | 출장   | 득점   | 출장   | 득점   | 출장 | 득점 |
| 대한민국 | 대한민국         | 대한민국 | 리그 | 리그 | 대한민국 FA컵 | 대한민국 FA컵 | 리그컵 | 리그컵 | 아시아 | 아시아 | 합계 | 합계 |
| -------- | ---------------- | -------- | ---- | ---- | ------------- | ------------- | ------ | ------ | ------ | ------ | ---- | ---- |
| 2003     | 울산 현대 호랑이 | K-리그   | 38   | 5    | 4             | 0             | -      | -      | -      | -      | 42   | 5    |
| 2004     | 울산 현대 호랑이 | K-리그   | 18   | 3    | 0             | 0             | 0      | 0      | -      | -      | 18   | 3    |
| 2005     | 광주 상무 불사조 | K리그    | 18   | 4    | 0             | 0             | 9      | 0      | -      | -      | 27   | 0    |
| 2006     | 광주 상무 불사조 | K리그    | 19   | 4    | 0             | 0             | 0      | 0      | -      | -      | 19   | 4    |
| 2007     | 울산 현대 호랑이 | K리그    | 12   | 2    | 1             | 0             | 11     | 0      | -      | -      | 24   | 1    |
| 2007     | 전북 현대 모터스 | K리그    | 11   | 2    | 0             | 0             | 0      | 0      | 2      | 0      | 13   | 2    |
| 2008     | 전북 현대 모터스 | K리그    | 23   | 3    | 0             | 0             | 9      | 2      | -      | -      | 32   | 5    |
| 2009     | 강원 FC          | K리그    | 9    | 0    | 0             | 0             | 2      | 2      | -      | -      | 11   | 2    |
| 총 계    | 총 계            | 총 계    | 148  | 23   | 5             | 0             | 31     | 4      | 2      | 0      | 186  | 27   |

## 경력 목록

### 클럽 경력
- 2003년 ~ 2004년  울산 현대 호랑이
- 2005년 ~ 2006년  광주 상무 불사조 (군복무)
- 2007년  울산 현대 호랑이
- 2007년 ~ 2008년  전북 현대 모터스
- 2009년 ~ 2011년  강원 FC
- 2012년 ~ 2013년  대전 시티즌

### 국가대표팀 경력
- 2004년 AFC 아시안컵 대표
- 2004년 하계 올림픽 대표
- 2006년 FIFA 월드컵 대표

## 수상 내역

### 개인
- 1998년 전국금강대기대회 득점왕 수상

### 클럽

#### 울산 현대 호랑이
- K리그 준우승 1회 (2003년)
- 리그컵 우승 1회 (2007년)